# Džang Lirong
Džang Lirong (kitajsko: 張 麗榮; pinjin: Zhāng Lìróng), kitajska atletinja, * 3. marec 1973, Ljudska republika Kitajska.
Ni nastopila na poletnih olimpijskih igrah. Na svetovnih prvenstvi je leta 1993 osvojila bronasto medaljo v teku na 3000 m, na azijskih prvenstvih pa srebrno medaljo v teku na 10000 m istega leta.